# Heeresgruppe H
Heeresgruppe H war die Bezeichnung eines Heeresgruppenkommandos des Heeres der Wehrmacht während des Zweiten Weltkrieges. Es war Oberkommando jeweils wechselnder Armeen sowie zahlreicher Spezialtruppen. Ab April 1945 trug der Befehlshaber der Heeresgruppe die Bezeichnung Oberbefehlshaber Nordwest.

## Geschichte

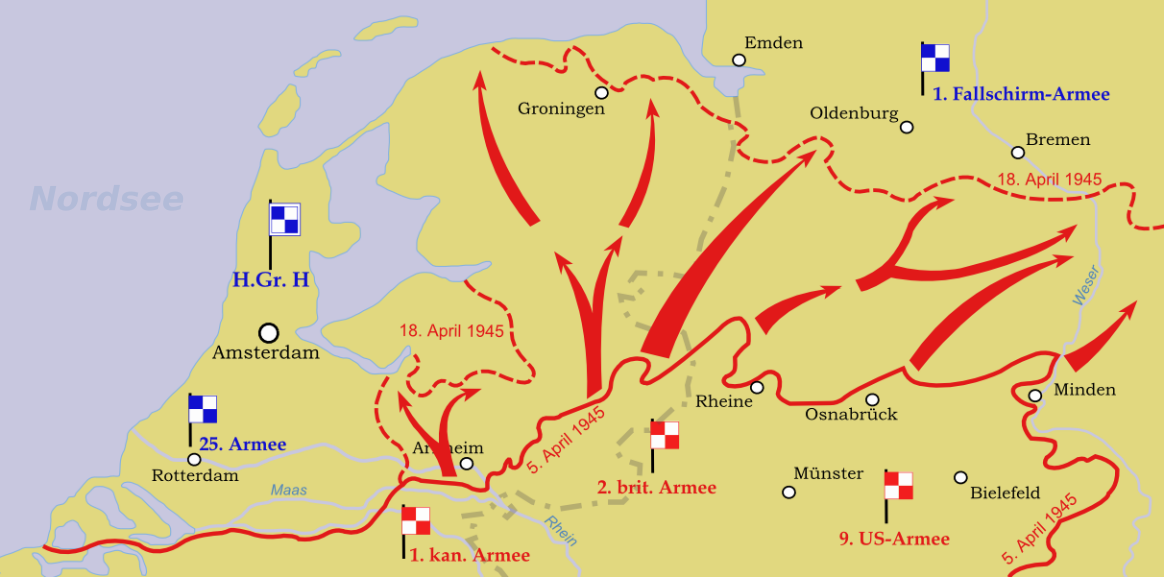
Lage der Heeresgruppe H im April 1945

Die Heeresgruppe H wurde am 11. November 1944 in den Niederlanden aufgestellt. Es wurden der Stab der Armeeabteilung Kleffel und Teile der Armeeabteilung Serbien zusammengeführt. Sie war in den Bereichen der heutigen Niederlande und im heutigen Nordrhein-Westfalen, u. a. bis zu den Städten Mönchengladbach und Duisburg, aktiv.
Am 7. April 1945 übernahm Generalfeldmarschall Ernst Busch das Kommando, danach wurde die Heeresgruppe H offenbar in Heeresgruppe Nordwest umbenannt. Ernst Buschs Hauptquartier befand sich Anfang Mai 1945 bei Flensburg in Kollerup, ungefähr 10 Kilometer entfernt von Flensburg-Mürwik, wo sich die letzte Reichsregierung unter Karl Dönitz angesiedelt hatte. Mit der Kapitulation der deutschen Truppen in den Niederlanden, Nordwestdeutschland und Dänemark, die Generaladmiral Hans-Georg von Friedeburg im Auftrag von Dönitz am 4. Mai 1945 in der Lüneburger Heide unterzeichnete, endete die Geschichte der Heeresgruppe.

## Oberbefehlshaber
- 1. November 1944 bis 28. Januar 1945: Generaloberst Kurt Student
- 28. Januar bis 7. April 1945: Generaloberst Johannes Blaskowitz
- 7. April bis 5. Mai 1945: Generalfeldmarschall Ernst Busch

## Struktur
Heeresgruppen-Truppen
- Nachrichtenregiment 607

Unterstellte Großverbände
| Datum                    | Unterstellte Großverbände                                                             |
| ------------------------ | ------------------------------------------------------------------------------------- |
| November 1944            | 1. Fallschirm-Armee, 15. Armee                                                        |
| Januar 1945              | 1. Fallschirm-Armee, 25. Armee                                                        |
| April 1945 (OB Nordwest) | 1. Fallschirm-Armee, Armeegruppe Blumentritt, Festung Holland, Führungsstab Nordküste |